# 小川哲哉
小川 哲哉（おがわ てつや、1942年2月24日 - ）は、日本のアナウンサー、司会者、ナレーター。
東京府(現東京都)出身。早稲田大学政経学部卒業。声質は重厚感のあるバリトン。

## 来歴・人物
1965年4月、TBSにアナウンサー第10期生として入社（同期には今村稔・車尾具昭・五味陸仁・多田護・奈良陽・桐本幸子・手塚俊子・本田綾子）。また、一年先輩の石川顕・宇野淑子は同学年の同僚。ラジオ局放送部兼テレビ編成局アナウンス部兼報道局ニュース取材部に勤務（1966年1月）。アナウンサー研修室設置に伴いアナウンサー研修室付兼ラジオ局第一制作部に勤務（1967年11月15日）。その後、ラジオ局第一制作部兼アナウンサー研修室付（1968年6月）、放送部兼第一制作部兼第二制作部兼アナウンサー研修室付（1969年3月）、ラジオ本部アナウンス室（1970年7月）にそれぞれ在籍。『輝く!日本レコード大賞』ではサブ司会、『速報!日本レコード大賞』では司会を、毎年4月と10月のテレビ改編期に放送されていたTBS特番『テレビ祭り4月だョ!全員集合』・『テレビ祭り10月だョ!全員集合』ではスタジオナレーションを毎回務めた。
1972年9月にTBSを退社し、高橋圭三プロダクションに移籍した。その後独立し小川哲哉プロダクションを設立、フリーアナウンサーとなり、テレビ、ラジオ出演以外にも、イベント、パーティー、結婚披露宴などでも司会を務めたり、ナレーターとしても活躍している。テレビコマーシャルではキャッチナレーションを数多く担当、テレビ番組でも『日本レコード大賞』や『ザ・チャンス』、ラジオでも『決定!全日本歌謡選抜』や『小川哲哉のぶっちぎりラジオ』での軽快な話術でお茶の間に親しまれた。

## 出演番組
- ダイヤモンド・ハイウェイ（1966年、TBSラジオ）[6][4]
- パックインミュージック（1969年10月 - 1970年3月、TBSラジオ）水曜（火曜深夜）[6][4]
- 歌の明星（1969年、TBSラジオ）[4]
- 歌謡天国（1969年、TBSラジオ）[4]
- クラウンレコード1万円クイズ（1969年 - 1972年、TBSラジオ）[4]
- 速報!JRN歌謡ベストテン（1969年、TBSラジオ）[4]
- ゴーゴーヤング（1970年、TBSラジオ）[6][4]
- TODAY（1970年、TBSラジオ）[4]
- 第13回輝く!日本レコード大賞（1971年12月31日、TBSテレビ）リポーター
- あの虹をつかもう（1972年、TBSテレビ）[6][4]
- JNNニュースショー（1972年、TBSテレビ）[6][4]
- 第14回輝く!日本レコード大賞（1972年12月31日、TBSテレビ）リポーター
- SONY BCLジョッキー（1973年10月 - 1977年12月、TBSラジオ）パーソナリティ
- 第15回輝く!日本レコード大賞（1973年12月31日、TBSテレビ）リポーター
- はーい!アグネス（1974年、NET・毎日放送）
- 決定版!あなたをスターに!（1974年10月 - 1975年9月28日、NET）司会
- 第16回輝く!日本レコード大賞（1974年12月31日、TBSテレビ）司会
- 第17回輝く!日本レコード大賞（1975年12月31日、TBSテレビ）司会
- ホリプロタレントスカウトキャラバン（1975年 - 1980年、テレビ朝日）サブ司会、ナレーション
- オールスター紅白大運動会（1975年 - 1980年、フジテレビ）司会、実況担当
- テレビ祭り4月だョ!全員集合、テレビ祭り10月だョ!全員集合（1975年 - 1985年、TBS）スタジオナレーション
- 決定!全日本歌謡選抜（1976年 - 1988年、文化放送）
- おはよう!こどもショー（1977年、日本テレビ）
- 第19回輝く!日本レコード大賞（1977年12月31日、TBSテレビ）司会（審査会場担当）
- 日本有線大賞（1978年・1981年・1982年、TBSテレビ）司会
- ザ・チャンス!（1979年 - 1986年、TBSテレビ）天の声（ナレーション）
- 歌謡ワイド速報!!（1979年、テレビ朝日）司会・進行役（情報担当）
- ザ・ヒットパレードスペシャル 小川哲哉の歌謡曲で全力投球!（1982年 - 1984年、TBSラジオ）
- ザ・ヒットパレード 毎日がベストテン（TBSラジオ）
- ヒット歌謡ジョッキー（1982年、テレビ東京 / BMC）司会
- スターハイライト（TBSテレビ）
- 夜はともだち（TBSラジオ）
- でっかくいこう（TBSラジオ）
- 小川哲哉のぶっちぎりラジオ（TBSラジオ）
- 古本新之輔 ちゃぱらすかWOO!（文化放送）
- 小川哲哉の真昼の歌謡大作戦!（ラジオ関東・ラジオ日本）
- 小川哲哉の演歌で行こう!（ラジオ日本）

## 吹き替え

### 映画
- イエロー・サブマリン（1969年）ナレーター

## ビブリオグラフィ

### 監修書籍
- ポイントを押さえた友人のウエディング・スピーチ : さすがといわせる話し方実例集（2001年4月1日発行、日本文芸社）

## レコード
- 「名前」（作詞：阿久悠、作曲：三木たかし、編曲：高田弘）/ B面：むかしの女（作詞：落合武司、作曲：江口浩司、編曲：高田弘）

発売：キングレコード（1976年、GK-64）